# Église Saint-Christophe de Beaune-les-Mines
Pour les articles homonymes, voir Église Saint-Christophe.
L'église Saint-Christophe de Beaune-les-Mines est une église catholique dans le quartier de Beaune-les-Mines à Limoges.

## Histoire
L'église est inscrite au titre des monuments historiques par arrêté du 6 février 1926.